# 诺埃尔·罗宾斯
诺埃尔·罗宾斯（英語：Noel Robins，1935年9月3日—2003年5月22日），澳大利亚男子帆船运动员。他曾代表澳大利亚参加2000年夏季残疾人奥林匹克运动会帆船比赛，获得三人索纳级金牌。